# Tổ chức của Đảng Cộng sản Việt Nam
Tổ chức của Đảng Cộng sản Việt Nam hiện nay dựa theo Điều lệ Đảng, các văn bản của Ban Chấp hành Trung ương, Bộ Chính trị và Ban Bí thư, bảo đảm sự lãnh đạo toàn diện của Đảng Cộng sản Việt Nam đối với hệ thống chính trị và xã hội. Các tổ chức của Đảng Cộng sản Việt Nam hoạt động theo nguyên tắc tập trung dân chủ.

## Lịch sử
Ngay từ khi Đảng Cộng sản Việt Nam thành lập năm 1930, Điều lệ tóm tắt của Đảng đã quy định đảng được tổ chức gồm 5 cấp: Trung ương, Xứ bộ, tỉnh bộ hay đặc biệt bộ, huyện bộ, thị bộ hay là khu bộ và chi bộ. Tại cấp trung ương có Ban Chấp hành và Ban Thường vụ. Cấp xứ có Xứ ủy và Ban Thường vụ. Sau đó Ban Chấp hành Trung ương lâm thời thành lập. Ba xứ Bắc kỳ, Trung kỳ, Nam kỳ thành lập Xứ ủy. Bí thư Xứ ủy Bắc kỳ đầu tiên là Nguyễn Đức Cảnh, Bí thư Xứ ủy Trung kỳ đầu tiên là Nguyễn Phong Sắc và Bí thư Xứ ủy Nam Kỳ đầu tiên là Ngô Gia Tự.
Cho đến năm 1934, nhiều tổ chức đảng bị Pháp khủng bố và phá vỡ, nhiều thành viên Ban Chấp hành trung ương bị bắt và giết hại, Đảng tổ chức ra Ban lãnh đạo của Đảng ở ngoài nước. Đến Đại hội I của đảng năm 1935, tổ chức của đảng gồm 6 cấp. Giúp việc cho Ban Chấp hành Trung ương có các bộ (ban): Bộ Tuyên truyền huấn luyện TW, Bộ Tài chính, Văn phòng TW (thay Ban đảng vụ), Bộ Tổ chức - Kiểm tra TW (thay Bộ Tổ chức kiêm giao thông TW).
Năm 1948 hệ thống tổ chức của đảng có sự thay đổi. Tổ chức đảng ở Bắc Bộ và Trung Bộ có 5 cấp, ở Nam Bộ có 6 cấp, có Xứ ủy Miên và Xứ ủy Lào. Tháng 10 năm 1948 Ban Kiểm tra TW được thành lập, Trưởng ban ban đầu là ông Trần Đăng Ninh. Bộ Tổ chức TW cũng được tổ chức lại tháng 12 cùng năm. Trường Nguyễn Ái Quốc TW được thành lập năm 1949. Sau Đại hội II năm 1951, hệ thống đảng có 6 cấp. Giúp việc cho Trung ương đảng có các ban: Tuyên huấn, Tổ chức, Mặt trận, Kinh tế, tài chính và 6 tiểu ban: Miên- Lào, Công vận, Nông vận, Thanh vận, Phụ vận.
Thời kỳ 1954-1975 tổ chức đảng có nhiều thay đổi. Ở Miền Nam năm 1954 lập lại Xứ ủy Nam Bộ và 3 liên khu ủy. Năm 1961 Ban Thống nhất Trung ương được thành lập. Một bộ phận của TW đảng tại miền nam lấy tên Trung ương Cục Miền Nam, và đảng bộ miền nam là Đảng Nhân dân Cách mạng Việt Nam. Ban cán sự đảng ngoài nước cũng được thành lập.
Thời kỳ 1976-1986 tổ chức đảng có những thay đổi phù hợp, cơ bản tổ chức 4 cấp tương ứng với hệ thống tổ chức bộ máy hành chính Nhà nước. Giải thể TW cục Miền Nam và cấp khu.
Sau Đại hội VI năm 1986, cơ quan tham mưu giúp việc cho đảng có 17 ban như khóa trước cộng thêm Ban Cương lĩnh chiến lược và 15 đơn vị sự nghiệp. Đến khóa VII chỉ còn 13 ban và 5 đơn vị sự nghiệp. Ngày 14 tháng 2 năm 1992 Bộ Chính trị ra quyết định thành lập lại đảng đoàn, ban cán sự ở các cơ quan nhà nước, đoàn thể cấp trung ương. Sau đó Ban Bí thư quyết định lập đảng đoàn, ban cán sự đảng ở các cơ quan cấp tỉnh và cấp huyện, lập thí điểm ban cán sự tại một số doanh nghiệp trọng yếu của nhà nước.
Tại Đại hội VIII, thành lập Ban Thường vụ Bộ Chính trị thay thế Ban Bí thư. Đến Đại hội IX, bỏ Ban Thường vụ Bộ Chính trị, lập lại Ban Bí thư, đồng thời bỏ Ban Cố vấn. Ở cấp trung ương, có 12 ban và 4 đơn vị sự nghiệp.
Từ năm 1982 thành lập 10 đảng bộ khối cơ quan trung ương, đến khóa IX còn có 7 khối: Khối I cơ quan Trung ương, Khối Kinh tế, Khối Tư tưởng, Khối Khoa giáo, Khối Nội chính, Khối Đối ngoại, Khối Dân vận. Mỗi khối có Đảng ủy. Ở các địa phương cũng tổ chức các Đảng bộ khối. 
Đến sau đại hội X năm 2006 bộ máy đảng được kiện toàn, có nhiều thay đổi, đáng kể nhất là sáp nhập một số ban và tổ chức lại các đảng bộ khối cơ quan Trung ương.
Kể từ cuối năm 2024, vấn đề tinh giản toàn bộ hệ chống chính trị, trong đó có khối Đảng, được đưa ra bàn luận một cách nghiêm túc. Một Hội nghị Trung ương bất thường của khóa 13 nhóm họp từ ngày 23-24/1/2025 nhằm thảo luận các nội dung về sắp xếp, tinh gọn tổ chức bộ máy Đảng và chính quyền theo Nghị quyết 18 về tiếp tục đổi mới, sắp xếp tổ chức bộ máy hệ thống chính trị. Sau hội nghị, Trung ương đã ban hành Kết luận số 121-KL/TW về phương án tổ chức lại các cơ quan về cả bên Đảng, Quốc hội và Chính phủ từ Trung ương tới các cấp.  Theo đó, trong khối Đảng:
- Kết thúc hoạt động của Ban Đối ngoại Trung ương, chuyển chức năng, nhiệm vụ liên quan về Bộ Ngoại giao và Đảng ủy Bộ Ngoại giao.
- Hợp nhất Ban Tuyên giáo Trung ương và Ban Dân vận Trung ương thành Ban Tuyên giáo và Dân vận Trung ương.
- Ban Kinh tế Trung ương được bổ sung một số chức năng, nhiệm vụ mới và đổi tên thành Ban Chính sách, chiến lược Trung ương.
- Kết thúc hoạt động của Đảng ủy Khối các cơ quan Trung ương và Đảng ủy Khối Doanh nghiệp Trung ương. Kết thúc hoạt động của các đảng đoàn, ban cán sự đảng ở Trung ương, ở cấp tỉnh.
- Thành lập 4 Đảng bộ trực thuộc Ban Chấp hành Trung ương Đảng: Đảng bộ các cơ quan Đảng Trung ương; Đảng bộ Quốc hội; Đảng bộ Chính phủ; Đảng bộ Mặt trận Tổ quốc, các đoàn thể Trung ương.

Ngày 3 tháng 2 năm 2025, Tổng Bí thư Tô Lâm chính thức trao Quyết định của Bộ Chính trị về việc: kết thúc hoạt động Ban Đối ngoại; đổi tên Ban Kinh tế; sáp nhập Ban Tuyên giáo & Ban Dân vận; kết thúc hoạt động các đảng ủy, đảng đoàn, ban cán sự đảng ở Trung ương & cấp tỉnh; và thành lập mới 4 đảng bộ.

## Tổ chức tại cấp trung ương
Hệ thống tổ chức của Đảng được lập tương ứng với hệ thống tổ chức hành chính của Nhà nước.

### Đại hội Đại biểu Toàn quốc
Đại hội Đại biểu Toàn quốc là cơ quan quyền lực cao nhất của Đảng, là cơ quan duy nhất có quyền ban hành hoặc sửa đổi Điều lệ Đảng và cương lĩnh chính trị, thông qua báo cáo tổng kết nhiệm kỳ đã qua và thông qua nghị quyết về phương hướng hành động nhiệm kỳ tới, bầu ra Ban Chấp hành Trung ương là cơ quan lãnh đạo cao nhất việc chấp hành nghị quyết của đại hội.
Đại hội Đảng được tổ chức thường kỳ 5 năm một lần để xác định đường lối lãnh đạo của Đảng và Nhà nước. Đại biểu dự đại hội gồm các Uỷ viên Ban Chấp hành Trung ương triệu tập đại hội và đại biểu do đại hội cấp dưới bầu và các đại biểu được chỉ định.
Đại hội Đại biểu toàn quốc bất thường có thể được triệu tập khi Ban Chấp hành Trung ương thấy cần hoặc khi có hơn một nửa số Cấp ủy trực thuộc yêu cầu. Đại biểu dự Đại hội bất thường là các Uỷ viên Trung ương đương nhiệm, đại biểu đã dự Đại hội đại biểu toàn quốc đầu nhiệm kỳ, đủ tư cách.

### Ban Chấp hành Trung ương
Giữa 2 kỳ đại hội, Ban Chấp hành Trung ương là cơ quan lãnh đạo cao nhất của Đảng Cộng sản Việt Nam. Các Ủy viên Ban Chấp hành Trung ương do Đại hội Đại biểu Toàn quốc bầu ra với nhiệm kỳ 5 năm. Người đứng đầu Ban Chấp hành Trung ương là Tổng Bí thư Ban Chấp hành Trung ương do Ban Chấp hành Trung ương bầu ra trong số các Ủy viên Bộ Chính trị.
Nhiệm vụ của Ban Chấp hành Trung ương gồm:
- Tổ chức chỉ đạo thực hiện Cương lĩnh chính trị, Điều lệ đảng, các nghị quyết của đại hội đại biểu toàn quốc; quyết định những chủ trương, chính sách về đối nội, đối ngoại, công tác quần chúng và công tác xây dựng đảng; chuẩn bị đại hội đại biểu toàn quốc nhiệm kỳ tiếp theo, đại hội đại biểu toàn quốc bất thường (nếu có).
- Bầu Bộ Chính trị; bầu Tổng Bí thư trong số Ủy viên Bộ Chính trị; thành lập Ban Bí thư gồm Tổng Bí thư, một số Ủy viên Ban Bí thư do Ban Chấp hành Trung ương bầu trong số Ủy viên Ban Chấp hành Trung ương và một số Ủy viên Bộ Chính trị do Bộ Chính trị phân công; bầu Ủy ban Kiểm tra Trung ương; bầu Chủ nhiệm Ủy ban Kiểm tra Trung ương trong số Ủy viên Ủy ban Kiểm tra Trung ương. Quyết định số lượng Ủy viên Bộ Chính trị, Ủy viên Ban Bí thư và Ủy viên Ủy ban Kiểm tra Trung ương.
- Triệu tập Đại hội đại biểu toàn quốc thường lệ 5 năm một lần; có thể triệu tập sớm hoặc muộn hơn, nhưng không quá một năm. Khi Ban Chấp hành Trung ương xét thấy cần hoặc khi có hơn một nửa số cấp Ủy trực thuộc yêu cầu thì Ban Chấp hành Trung ương triệu tập Đại hội đại biểu toàn quốc bất thường.

Các cơ quan trung ương tham mưu cho Ban Chấp hành Trung ương bao gồm:
- Văn phòng Trung ương: đứng đầu là Chánh Văn phòng
- Ban Tổ chức Trung ương: đứng đầu là Trưởng ban
- Ban Tuyên giáo và Dân vận Trung ương: đứng đầu là Trưởng ban
- Ban Nội chính Trung ương: đứng đầu là Trưởng ban
- Ban Kinh tế Trung ương: đứng đầu là Trưởng ban
- Hội đồng Lý luận Trung ương: đứng đầu là Chủ tịch

Các đơn vị trực thuộc Ban Chấp hành Trung ương bao gồm:
- Học viện Chính trị Quốc gia Hồ Chí Minh: đứng đầu là Giám đốc
- Nhà xuất bản Chính trị quốc gia - Sự thật: đứng đầu là Giám đốc - Tổng biên tập
- Báo Nhân dân: đứng đầu là Tổng biên tập
- Tạp chí Cộng sản: đứng đầu là Tổng biên tập

Các Đảng bộ, Đảng ủy trực thuộc Ban Chấp hành Trung ương bao gồm:
- Quân ủy Trung ương: đứng đầu là Bí thư, thông thường Tổng Bí thư Đảng Cộng sản nắm giữ chức vụ này. Dưới Quân ủy Trung ương là:
  - Đảng bộ các Quân chủng (Hải quân, Phòng không - Không quân, Biên phòng và Cảnh sát biển): đứng đầu là Chính ủy
    - Đảng bộ các Cục, Đơn vị, Cơ quan và Học viện trực thuộc
    - Đảng bộ các Vùng Hải quân, Lữ đoàn Hải quân, Sư đoàn Phòng không, Sư đoàn Không quân, Bộ Chỉ huy Biên phòng cấp Tỉnh, Vùng Cảnh sát biển trực thuộc
      - Chi bộ các đơn vị cơ sở trực thuộc

  - Đảng bộ các Quân khu (Thủ đô, 1, 2, 3, 4, 5, 7 và 9) và Quân đoàn (1, 2, 3 và 4): đứng đầu là Chính ủy
    - Đảng bộ các Cục, Đơn vị và Cơ quan trực thuộc
    - Đảng bộ các Ban Chỉ huy quân sự cấp Tỉnh trực thuộc
    - Đảng bộ các Sư đoàn, Lữ đoàn, Trung đoàn và Tiểu đoàn trực thuộc
      - Chi bộ các đơn vị cơ sở trực thuộc
      - Chi bộ các Đại đội trực thuộc
- Đảng ủy Công an Trung ương: đứng đầu là Bí thư, thông thường Bộ trưởng Bộ Công an nắm giữ chức vụ này. Cấp ủy công an cấp nào do đại hội cấp đó bầu, trường hợp thật cần thiết do cấp ủy cấp trên chỉ định.Tổ chức đảng công an nhân dân địa phương cấp nào đặt dưới sự lãnh đạo trực tiếp về mọi mặt của cấp ủy cấp đó. Đảng ủy công an tỉnh, thành, huyện, quận, thị xã do đại hội đảng bộ cùng cấp bầu.

- Đảng bộ các cơ quan Đảng Trung ương: cơ quan lãnh đạo thường trực là Ban Chấp hành Đảng bộ (tức là cấp Đảng ủy), do một Bí thư đứng đầu.
- Đảng bộ Quốc hội: cơ quan lãnh đạo thường trực là Ban Chấp hành Đảng bộ (tức là cấp Đảng ủy), do một Bí thư đứng đầu.
- Đảng bộ Chính phủ: cơ quan lãnh đạo thường trực là Ban Chấp hành Đảng bộ (tức là cấp Đảng ủy), do một Bí thư đứng đầu.
- Đảng bộ Mặt trận Tổ quốc, các đoàn thể Trung ương: cơ quan lãnh đạo thường trực là Ban Chấp hành Đảng bộ (tức là cấp Đảng ủy), do một Bí thư đứng đầu.

#### Bộ Chính trị
Bộ chính trị là cơ quan thường trực, lãnh đạo và kiểm tra việc thực hiện nghị quyết Đại hội đại biểu toàn quốc, nghị quyết của Ban Chấp hành Trung ương; quyết định những vấn đề về chủ trương, chính sách, tổ chức, cán bộ; quyết định triệu tập và chuẩn bị nội dung các kỳ họp của Ban Chấp hành Trung ương; báo cáo công việc đã làm trước hội nghị Ban Chấp hành Trung ương hoặc theo yêu cầu của Ban Chấp hành Trung ương.
Các ủy viên Bộ Chính trị do Ban Chấp hành Trung ương bầu ra. Bộ Chính trị gồm các ủy viên chính thức và có thể có các ủy viên dự khuyết. Tổng Bí thư Đảng Cộng sản là người đứng đầu Bộ Chính trị.
Trên thực tế Bộ Chính trị là cơ quan quyền lực nhất của Đảng Cộng sản Việt Nam, là cơ quan quyết định và thi hành các chính sách chủ chốt của Đảng.
Các ban chỉ đạo trung ương trực thuộc Bộ Chính trị bao gồm:
- Ban Chỉ đạo Cải cách Tư pháp Trung ương: đứng đầu là Trưởng ban
- Ban Chỉ đạo Trung ương về phòng, chống tham nhũng, tiêu cực: đứng đầu là Trưởng ban

#### Ban Bí thư
Ban Bí thư là một cơ quan giám sát việc thi hành chính sách hàng ngày của Đảng Cộng sản Việt Nam, quyết định một số vấn đề theo sự phân công của Ban Chấp hành Trung ương.
Thành viên Ban Bí thư gồm có Tổng Bí thư, Thường trực Ban Bí thư, một số thành viên do Ban Chấp hành Trung ương bầu trong số Ủy viên Ban Chấp hành Trung ương và một số Ủy viên Bộ Chính trị do Bộ Chính trị phân công.

#### Ủy ban Kiểm tra Trung ương
Ủy ban Kiểm tra Trung ương chuyên xem xét phẩm chất chính trị và tư cách đạo đức các đảng viên là cán bộ cao cấp, các vụ việc tiêu cực liên quan đến các đảng viên cao cấp. Đứng đầu là Chủ nhiệm Ủy ban Kiểm tra Trung ương.
Điều 32 Điều lệ Đảng quy định nhiệm vụ của Uỷ ban kiểm tra các cấp như sau:
1. Kiểm tra đảng viên, kể cả cấp ủy viên cùng cấp khi có dấu hiệu vi phạm tiêu chuẩn đảng viên, tiêu chuẩn cấp ủy viên và trong việc thực hiện nhiệm vụ đảng viên.
2. Kiểm tra tổ chức đảng cấp dưới khi có dấu hiệu vi phạm trong việc chấp hành Cương lĩnh chính trị, Điều lệ Đảng, nghị quyết, chỉ thị của Đảng, các nguyên tắc tổ chức của Đảng; kiểm tra việc thực hiện nhiệm vụ kiểm tra, giám sát và thi hành kỷ luật trong Đảng.
3. Giám sát cấp ủy viên cùng cấp, cán bộ diện cấp ủy cùng cấp quản lý và tổ chức đảng cấp dưới về thực hiện chủ trương, đường lối, chính sách của Đảng, nghị quyết của cấp ủy và đạo đức, lối sống theo quy định của Ban Chấp hành Trung ương.
4. Xem xét, kết luận những trường hợp vi phạm kỷ luật, quyết định hoặc đề nghị cấp ủy thi hành kỷ luật.
5. Giải quyết tố cáo đối với tổ chức đảng và đảng viên; giải quyết khiếu nại về kỷ luật Đảng.
6. Kiểm tra tài chính của cấp ủy cấp dưới và của cơ quan tài chính cấp ủy cùng cấp.

Uỷ ban kiểm tra có quyền yêu cầu tổ chức đảng cấp dưới và đảng viên báo cáo, cung cấp tài liệu về những vấn đề liên quan đến nội dung kiểm tra.

## Tổ chức tại cấp Tỉnh
Tại các tỉnh hoặc thành phố trực thuộc trung ương, Đảng Cộng sản Việt Nam được tổ chức thành các Đảng bộ Tỉnh hoặc Đảng bộ Thành phố trực thuộc trung ương

### Đại hội Đại biểu Đảng bộ cấp Tỉnh
Đại hội Đại biểu Đảng bộ Tỉnh/Thành phố Trực thuộc Trung ương là cơ quan lãnh đạo cao nhất của Đảng bộ Tỉnh/Thành phố trực thuộc trung ương. Đại hội Đại biểu Đảng bộ họp 5 năm 1 lần để bầu ra Ban Chấp hành Đảng bộ.

### Ban Chấp hành Đảng bộ cấp Tỉnh
Ban Chấp hành của Đảng bộ các tỉnh/thành phố là cấp "Ủy" của các Đảng bộ tỉnh/thành phố đó.
Ban Chấp hành Đảng bộ Tỉnh gọi tắt là Tỉnh ủy, đứng đầu là Bí thư Tỉnh ủy. Còn Ban Chấp hành Đảng bộ Thành phố Trực thuộc Trung ương gọi tắt là Thành ủy, đứng đầu là Bí thư Thành ủy.
Ủy viên Ban Chấp hành Đảng bộ được Đại hội Đại biểu Đảng bộ bầu ra và có nhiệm kỳ 5 năm. Hội nghị Đảng bộ cấp Tỉnh sau đó sẽ được tổ chức để bầu Ban Thường vụ cấp Tỉnh, Thường trực cấp Tỉnh, Ủy ban Kiểm tra cấp Tỉnh và các chức danh lãnh đạo gồm Bí thư cấp Tỉnh, Phó Bí thư cấp Tỉnh và Chủ nhiệm Ủy ban Kiểm tra cấp Tỉnh.
Các cơ quan tham mưu trực thuộc Tỉnh ủy/Thành ủy gồm:
- Văn phòng cấp Tỉnh: đứng đầu là Chánh Văn phòng
- Ban Tổ chức cấp Tỉnh: đứng đầu là Trưởng ban
- Ban Tuyên giáo và Dân vận cấp Tỉnh: đứng đầu là Trưởng ban
- Ban Nội chính cấp Tỉnh: đứng đầu là Trưởng ban
- Ban Kiểm tra cấp Tỉnh: đứng đầu là Trưởng ban
- Ban Bảo vệ Chăm sóc Sức khỏe Cán bộ cấp Tỉnh: đứng đầu là Trưởng ban

#### Ban Thường vụ cấp Tỉnh
Các Ủy viên Ban Thường vụ cấp Tỉnh ủy do Tỉnh ủy/Thành ủy bầu ra trong Hội nghị đầu tiên, có thể bổ sung và bãi nhiệm các Ủy viên trong các Hội nghị sau đó. Đứng đầu Ban Thường vụ cấp Tỉnh là Bí thư cấp Tỉnh, được Tỉnh ủy/Thành ủy bầu ra từ trong số Ủy viên Ban Thường vụ.
Ban Thường vụ cấp Tỉnh bao gồm:
- Bí thư cấp Tỉnh, Phó Bí thư cấp Tỉnh
- Người đứng đầu các cơ quan hành chính sự nghiệp của cấp Tỉnh hoặc cơ quan thuộc Đảng bộ.
- Các ủy viên Ban Thường vụ cấp Tỉnh
- Phó Chủ tịch Ủy ban Nhân dân và Phó Chủ tịch Hội đồng Nhân dân cấp Tỉnh.
- Chỉ huy trưởng Bộ chỉ huy quân sự cấp Tỉnh.

#### Thường trực cấp Tỉnh
Thường trực cấp Tỉnh do Tỉnh ủy/Thành ủy bầu ra trong số Ủy viên Ban Thường vụ cấp Tỉnh.
Thường trực cấp Tỉnh gồm có Bí thư cấp Tỉnh, Phó Bí thư Thường trực cấp Tỉnh và Phó Bí thư cấp Tỉnh.

#### Ủy ban Kiểm tra cấp Tỉnh
Ủy ban Kiểm tra cấp Tỉnh do Tỉnh ủy/Thành ủy bầu ra, đứng đầu là Chủ nhiệm Ủy ban Kiểm tra cấp Tỉnh.

## Tổ chức tại cấp Huyện
Tại các thành phố thuộc tỉnh, thị xã, quận và huyện; Đảng Cộng sản Việt Nam được tổ chức thành các Đảng bộ Thành phố thuộc tỉnh, Đảng bộ Thị xã, Đảng bộ Quận và Đảng bộ Huyện.

### Đại hội Đại biểu Đảng bộ cấp Huyện
Đại hội Đại biểu Đảng bộ cấp huyện là cơ quan lãnh đạo cao nhất của Đảng bộ cấp Huyện. Đại hội Đại biểu Đảng bộ họp 5 năm 1 lần để bầu ra Ban Chấp hành Đảng bộ cấp Huyện.

### Ban Chấp hành Đảng bộ cấp Huyện
Ban Chấp hành của Đảng bộ các đơn vị hành chính cấp huyện là cấp "Ủy" của Đảng bộ các đơn vị hành chính cấp huyện đó.
Ban Chấp hành Đảng bộ Thành phố thuộc tỉnh được gọi là Thành ủy, đứng đầu là Bí thư Thành ủy. Ban Chấp hành Đảng bộ Thị xã được gọi là Thị ủy, đứng đầu là Bí thư Thị ủy. Ban Chấp hành Đảng bộ Quận được gọi là Quận ủy, đứng đầu là Bí thư Quận ủy. Còn Ban Chấp hành Đảng bộ Huyện được gọi là Huyện ủy, đứng đầu là Bí thư Huyện ủy.
Ủy viên Ban Chấp hành Đảng bộ được Đại hội Đại biểu Đảng bộ bầu ra và có nhiệm kỳ 5 năm. Hội nghị Đảng bộ sau đó sẽ được tổ chức để bầu Ban Thường vụ cấp Huyện, Thường trực cấp Huyện, Ủy ban Kiểm tra cấp Huyện và các chức danh lãnh đạo gồm Bí thư cấp Huyện, Phó Bí thư cấp Huyện và Chủ nhiệm Ủy ban Kiểm tra cấp Huyện.
Các cơ quan tham mưu trực thuộc Thành ủy/Thị ủy/Quận ủy/Huyện ủy gồm:
- Văn phòng cấp Huyện: đứng đầu là Chánh Văn phòng
- Ban Tổ chức cấp Huyện: đứng đầu là Trưởng ban
- Ban Dân vận cấp Huyện: đứng đầu là Trưởng ban
- Ban Tuyên giáo cấp Huyện: đứng đầu là Trưởng ban
- Ủy ban kiểm tra cấp Huyện: đứng đầu là Chủ nhiệm

#### Ban Thường vụ cấp Huyện
Các Ủy viên Ban Thường vụ cấp Huyện do Thành ủy/Thị ủy/Quận ủy/Huyện ủy bầu ra trong Hội nghị đầu tiên. Đứng đầu Ban Thường vụ cấp Huyện là Bí thư cấp Huyện, được Thành ủy/Thị ủy/Quận ủy/Huyện ủy bầu ra từ trong số Ủy viên Ban Thường vụ.
Ban Thường vụ cấp Huyện bao gồm:
- Bí thư cấp Huyện, Phó Bí thư cấp Huyện
- Các Ủy viên Ban Thường vụ cấp Huyện
- Người đứng đầu các cơ quan trực thuộc cấp Huyện
- Chủ tịch và một số Phó Chủ tịch Hội đồng Nhân dân và Ủy ban Nhân dân quận

#### Thường trực cấp Huyện
Thường trực cấp Huyện được Thành ủy/Thị ủy/Quận ủy/Huyện ủy bầu ra trong số Ủy viên Ban Thường vụ cấp Huyện.
Thường trực cấp Huyện gồm có Bí thư cấp Huyện, Phó Bí thư Thường trực cấp Huyện và Phó Bí thư cấp Huyện.

#### Ủy ban Kiểm tra cấp Huyện
Ủy ban Kiểm tra cấp Huyện do Thành ủy/Thị ủy/Quận ủy/Huyện ủy bầu ra, đứng đầu là Chủ nhiệm Ủy ban Kiểm tra cấp Huyện.

## Tổ chức tại cấp Xã
Tại các xã, phường và thị trấn, Đảng Cộng sản Việt Nam được tổ chức thành các Đảng bộ Xã, Đảng bộ Phường và Đảng bộ Thị trấn.

### Đại hội Đảng bộ cấp Xã
Đại hội Đảng bộ cấp Xã là cơ quan lãnh đạo cao nhất của Đảng bộ cấp Xã. Đại hội Đại biểu Đảng bộ họp 5 năm 1 lần để bầu ra Ban Chấp hành Đảng bộ cấp Xã.

### Ban Chấp hành Đảng bộ cấp Xã
Ban Chấp hành Đảng bộ Xã, Phường và Thị trấn được gọi là Đảng ủy Xã/Phường/Thị trấn. Đứng đầu là Bí thư Đảng ủy Xã/Phường/Thị trấn.
Ủy viên Ban Chấp hành Đảng bộ được Đại hội Đại biểu Đảng bộ bầu ra và có nhiệm kỳ 5 năm. Đảng ủy cấp Xã có từ 9 ủy viên trở lên thì bầu Ban Thường vụ Đảng ủy cấp Xã, Bí thư và Phó Bí thư Đảng ủy cấp Xã. Đảng ủy cấp Xã có dưới 9 ủy viên thì bầu Bí thư và Phó Bí thư Đảng ủy cấp Xã.
Các cơ quan tham mưu trực thuộc Đảng ủy Xã/Phường/Thị trấn gồm:
- Văn phòng cấp Xã: đứng đầu là Văn phòng Đảng ủy(là người hoạt động không chuyên trách)
- Ban Tổ chức cấp Xã: đứng đầu là Trưởng ban
- Ban Tuyên giáo cấp Xã: đứng đầu là Trưởng ban Tuyên giáo- Dân vận (do Phó Bí thư TT là trưởng ban, phó Ban là cán bộ KCT Ban Tuyên giáo)

#### Ban Thường vụ cấp Xã
Các Ủy viên Ban Thường vụ cấp Xã do Đảng ủy Xã/Phường/Thị trấn bầu ra. Đứng đầu Ban Thường vụ cấp Xã là Bí thư Đảng ủy Xã/Phường/Thị trấn.

## Mối quan hệ với nhánh lập pháp
Trước tháng 2/2025, tại Quốc hội có Đảng đoàn Quốc hội do Ban Chấp hành Trung ương Đảng lập ra. Và tại Hội đồng nhân dân cấp Tỉnh có Đảng đoàn Hội đồng nhân dân cấp Tỉnh do Ban Thường vụ Tỉnh ủy/Thành ủy chỉ định, chịu sự lãnh đạo, chỉ đạo trực tiếp và thường xuyên của Ban Thường vụ Tỉnh ủy/Thành ủy.
Tuy nhiên, kể từ tháng 2/2025 sau khi triển khai theo Kết luận 121-KL/TW của Ban Chấp hành Trung ương khóa 13, Đảng đoàn Quốc hội và các đảng đoàn, ban cán sự đảng ở Trung ương, ở cấp tỉnh được kết thúc hoạt động. Đảng bộ Quốc hội được thành lập để thay thế nhiệm vụ của Đảng đoàn Quốc hội. Đảng bộ Quốc hội có cơ quan lãnh đạo thường trực là Ban Chấp hành Đảng bộ (tức là cấp Đảng ủy), do Ban chấp hành Trung ương hoặc Bộ Chính trị chỉ định và có một Bí thư đứng đầu.

## Mối quan hệ với nhánh hành pháp
Trước đây, tại Chính phủ, Tòa án nhân dân tối cao, Ủy ban Nhân dân cấp Tỉnh và Tòa án nhân dân cấp Tỉnh đều có Ban Cán sự Đảng do Trung ương Đảng và Tỉnh ủy/Thành ủy chỉ định.
Từ tháng 2/2025, các đảng đoàn, ban cán sự đảng ở Trung ương, ở cấp tỉnh kết thúc hoạt động theo Kết luận 121-KL/TW. Tại Chính phủ, Đảng bộ Chính phủ được thành lập, có cơ quan lãnh đạo thường trực là Ban Chấp hành Đảng bộ (tức là cấp Đảng ủy), do Ban chấp hành Trung ương hoặc Bộ Chính trị chỉ định và có một Bí thư đứng đầu.

## Mối quan hệ với các đoàn thể chính trị - xã hội
Trước tháng 2/2025, các đoàn thể chính trị - xã hội cấp trung ương và cấp tỉnh có Đảng đoàn do Đảng bộ các cấp lập ra, đó là:
- Đảng đoàn Mặt trận Tổ quốc Việt Nam
- Đảng đoàn Tổng Liên đoàn Lao động Việt Nam
- Đảng đoàn các Hội Nông dân, Hội Liên hiệp Phụ nữ,...
- Riêng Đoàn Thanh niên Cộng sản Hồ Chí Minh và Đội Thiếu niên Tiền phong Hồ Chí Minh không có Đảng đoàn.

Từ tháng 2/2025, các đảng đoàn, ban cán sự đảng ở Trung ương, ở cấp tỉnh kết thúc hoạt động theo Kết luận 121-KL/TW. Thay vào đó, Đảng bộ Mặt trận Tổ quốc, các đoàn thể Trung ương được thành lập, có cơ quan lãnh đạo thường trực là Ban Chấp hành Đảng bộ (tức là cấp Đảng ủy), do Ban chấp hành Trung ương hoặc Bộ Chính trị chỉ định và có một Bí thư đứng đầu.

## Tài chính
Ngân sách của Đảng đến từ ngân sách nhà nước. Theo thông tư của Bộ Tài Chính :
Ngân sách của Đảng được phân cấp quản lý tương ứng với các cấp ngân sách Nhà nước, bao gồm:
- Ngân sách Trung ương Đảng.
- Ngân sách các tỉnh uỷ, thành uỷ trực thuộc TW (gọi là ngân sách tỉnh uỷ).
- Ngân sách các quận, huyện, thị uỷ và các thành uỷ trực thuộc tỉnh uỷ, thành uỷ (gọi là ngân sách huyện uỷ).
- Ngân sách đảng uỷ xã, phường, thị trấn (gọi là ngân sách Đảng uỷ xã).

Các cấp ngân sách Nhà nước có trách nhiệm đảm bảo cân đối kinh phí hoạt động cho các cơ quan Đảng ở 4 cấp nêu trên.
Giáo sư Nguyễn Văn Tuấn có nhận xét :
Nếu mình nhìn vô bốn văn phòng gọi là đầu não của cả nước là văn phòng chủ tịch nước, văn phòng quốc hội, văn phòng chính phủ, và văn phòng đảng, thì một điều hết sức ngạc nhiên là văn phòng đảng chi tiêu nhiều nhất, tức là gần 2000 tỉ tức là gần một trăm triệu đô la. Trong khi văn phòng chủ tịch nước chỉ có hai trăm tỉ, tức là bằng 1/10. Còn văn phòng Quốc hội, và Chính phủ mình nghĩ cũng quan trọng lắm chứ, mà chi tiêu chỉ bằng phân nửa văn phòng của đảng. Tôi bèn tìm hiểu thêm cái số mà họ chi tiêu cho văn phòng đảng là cái gì. Thì một lần nữa tôi lại ngạc nhiên. Họ chi rất nhiều cho cái gọi là Cục quản trị A, tôi cũng không biết nó là cái gì. Nhưng một cơ quan được nhận khá nhiều tiền là Ban tuyên giáo. Riêng Ban này đã là 110 tỉ.